# Баскакова, Ирина Ивановна
Ири́на Ива́новна Баска́кова (род. 25 августа 1956, Ленинград) — советская легкоатлетка, специалистка по спринтерскому бегу. Выступала за сборную СССР по лёгкой атлетике в первой половине 1980-х годов, обладательница бронзовых медалей чемпионатов мира и Европы, победительница турнира «Дружба-84», двукратная чемпионка Универсиады, победительница и призёрка первенств национального значения. Представляла Ленинград и СКА. Мастер спорта СССР международного класса.

## Биография
Ирина Баскакова родилась 25 августа 1956 года в Ленинграде.
Начала заниматься лёгкой атлетикой в 1974 году под руководством тренера В. Безрукова, позже была подопечной А. Иванова. Представляла Спортивный клуб армии (Ленинград).
Впервые заявила о себе на взрослом всесоюзном уровне в сезоне 1981 года, выиграв бронзовую медаль в беге на 300 метров на зимнем чемпионате СССР в Минске. Позже на летнем чемпионате СССР в Москве взяла бронзу в беге на 400 метров, в составе команды Ленинграда получила золотую и серебряную награды в эстафетах 4 × 200 метров и 4 × 400 метров соответственно. Попав в состав советской национальной сборной, побывала на Кубке Европы в Загребе, откуда привезла награду серебряного достоинства, выигранную в эстафете 4 × 400 метров. Также, будучи студенткой, представляла страну на Универсиаде в Бухаресте, где одержала победу в индивидуальном беге на 400 метров и в эстафете 4 × 400 метров.
В 1982 году на чемпионате СССР в Киеве обошла всех своих соперниц на дистанции 400 метров и тем самым завоевала золотую медаль. На последовавшем чемпионате Европы в Афинах в той же дисциплине стала пятой, тогда как в эстафете 4 × 400 метров вместе с соотечественницами Еленой Корбан, Ириной Ольховниковой и Ольгой Минеевой получила бронзу.
В 1983 году на чемпионате страны в рамках VIII летней Спартакиады народов СССР в Москве в беге на 400 метров финишировала второй позади Марии Пинигиной. На чемпионате мира в Хельсинки показала пятый результат в индивидуальном беге на 400 метров и совместно с Еленой Корбан, Мариной Харламовой и Марией Пинигиной стала бронзовой призёркой в эстафете 4 × 400 метров. Помимо этого, в эстафете 4 × 400 метров выиграла серебряную медаль на Кубке Европы в Лондоне.
Рассматривалась в качестве кандидатки на участие в летних Олимпийских играх 1984 года в Лос-Анджелесе, однако в конечном счёте Советский Союз вместе с несколькими другими странами восточного блока решил бойкотировать эти соревнования по политическим причинам. Вместо этого Баскакова выступила на альтернативном турнире «Дружба-84» в Праге, где вместе с Ириной Назаровой, Марией Пинигиной и Ольгой Владыкиной победила в эстафете 4 × 400 метров.
За выдающиеся спортивные достижения удостоена почётного звания «Мастер спорта СССР международного класса».